# 735. grenadirski polk (Wehrmacht)
735. grenadirski polk (izvirno nemško 735. Grenadier-Regiment; kratica 735. GR) je bil pehotni polk Heera v času druge svetovne vojne.

## Zgodovina
Polk je bil ustanovljen 15. oktobra 1942 za potrebe 715. pehotne divizije.